# Vordere Kendlspitze
La Vordere Kendlspitze est une montagne qui s’élève à 3 085 m d’altitude dans les Hohe Tauern, en Autriche.